# 1010 Marlene
1010 Marlene là một tiểu hành tinh vành đai chính. Nó được phát hiện bởi Karl Wilhelm Reinmuth ngày 12 tháng 11 năm 1923. Tên ban đầu của nó là 1923 PF. Nó được đặt theo tên Marlene Dietrich.